# Neritos marmorata
Neritos marmorata là một loài bướm đêm thuộc phân họ Arctiinae, họ Erebidae.